# Lijst van voetbalinterlands Hongarije - Portugal
Deze lijst van voetbalinterlands is een overzicht van alle officiële voetbalwedstrijden tussen de nationale teams van Hongarije en Portugal. De landen hebben tot op heden dertien keer tegen elkaar gespeeld. De eerste ontmoeting was een vriendschappelijke wedstrijd en werd gespeeld in Porto op 26 december 1926. Het laatste duel, een groepswedstrijd tijdens het Europees kampioenschap voetbal 2020, vond plaats op 15 juni 2021 in Boedapest.

## Wedstrijden
| №  | Plaats     | Datum            | Competitie           | Wedstrijd            | Uitslag |
| -- | ---------- | ---------------- | -------------------- | -------------------- | ------- |
| 1  | Porto      | 26 december 1926 | Vriendschappelijk    | Portugal − Hongarije | 3 − 3   |
| 2  | Lissabon   | 29 januari 1933  | Vriendschappelijk    | Portugal − Hongarije | 1 − 0   |
| 3  | Lissabon   | 9 januari 1938   | Vriendschappelijk    | Portugal − Hongarije | 4 − 0   |
| 4  | Lissabon   | 9 juni 1956      | Vriendschappelijk    | Portugal − Hongarije | 2 − 2   |
| 5  | Manchester | 13 juli 1966     | WK 1966              | Portugal − Hongarije | 3 − 1   |
| 6  | Coimbra    | 13 april 1983    | Vriendschappelijk    | Portugal − Hongarije | 0 − 0   |
| 7  | Boedapest  | 6 september 1998 | EK 2000 kwalificatie | Hongarije − Portugal | 1 − 3   |
| 8  | Lissabon   | 9 oktober 1999   | EK 2000 kwalificatie | Portugal − Hongarije | 3 − 0   |
| 9  | Boedapest  | 9 september 2009 | WK 2010 kwalificatie | Hongarije − Portugal | 0 − 1   |
| 10 | Lissabon   | 10 oktober 2009  | WK 2010 kwalificatie | Portugal − Hongarije | 3 − 0   |
| 11 | Lyon       | 22 juni 2016     | EK 2016              | Hongarije − Portugal | 3 − 3   |
| 12 | Lissabon   | 25 maart 2017    | WK 2018 kwalificatie | Portugal − Hongarije | 3 − 0   |
| 13 | Boedapest  | 3 september 2017 | WK 2018 kwalificatie | Hongarije − Portugal | 0 − 1   |
| 14 | Boedapest  | 15 juni 2021     | EK 2020              | Hongarije − Portugal | 0 − 3   |
| 15 | Boedapest  | 9 september 2025 | WK 2026 kwalificatie | Hongarije − Portugal |         |
| 16 | Lissabon   | 14 oktober 2025  | WK 2026 kwalificatie | Portugal − Hongarije |         |

## Samenvatting
| Competitie        | Totaal gespeeld | Winst Hongarije | Gelijk | Winst Portugal | Doelsaldo Hongarije – Portugal |
| ----------------- | --------------- | --------------- | ------ | -------------- | ------------------------------ |
| WK-eindronde      | 1               | 0               | 0      | 1              | 1 − 3                          |
| WK-kwalificatie   | 4               | 0               | 0      | 4              | 0 − 8                          |
| EK-eindronde      | 2               | 0               | 1      | 1              | 3 − 6                          |
| EK-kwalificatie   | 2               | 0               | 0      | 2              | 1 − 6                          |
| Vriendschappelijk | 5               | 0               | 3      | 2              | 5 − 10                         |
| Totaal            | 14              | 0               | 4      | 10             | 10 − 33                        |

## Details

### Elfde ontmoeting
| EK 2016 (Lyon, Frankrijk, 22 juni 2016):                  |       |                                                      |
| Hongarije                                                 | 3 – 3 | Portugal                                             |
| Zoltán Gera 19' Balázs Dzsudzsák 47' Balázs Dzsudzsák 55' | goals | 42' Nani 50' Cristiano Ronaldo 62' Cristiano Ronaldo |

### Twaalfde ontmoeting
| WK 2018 kwalificatie (Lissabon, Portugal, 25 maart 2017): |              | |
| Portugal | 3 – 0        | Hongarije |
| André Gomes 32' Cristiano Ronaldo 36' Cristiano Ronaldo 65' | goals        | |
| Fernando Santos | bondscoach   | Bernd Storck |
| Rui Patrício Pepe José Fonte Cédric Soares Raphaël Guerreiro Ricardo Quaresma William Carvalho João Mário 83' André Gomes 86' Cristiano Ronaldo André Silva 67' | opstellingen | Péter Gulácsi Mihály Korhut Tamás Kádár Paulo Vinícius Barnabás Bese 46' Ádám Lang Balázs Dzsudzsák 69' Ádám Gyurcsó 86' Zoltán Gera Ádám Szalai Ádám Nagy |
| Bernardo Silva 67' João Moutinho 83' Pizzi 86' | wissels      | 46' Gergő Lovrencsics 69' Zsolt Kalmár 86' Ádám Pintér |
| | gele kaarten | 61' Balázs Dzsudzsák 76' Zoltán Gera 83' Tamás Kádár |
| - Debuut van Paulo Vinícius (Videoton) voor Hongarije. |              | |

MLSZ · A-internationals · Selecties · Bondscoaches · Hongaars vrouwenelftal · Olympisch elftal · Hongarije U21 · Hongarije U20 · Hongarije U19 · Hongarije U18 · Hongarije U17 · Hongarije U16
1902 – 1919 · 
1920 – 1929 · 
1930 – 1939 · 
1940 – 1949 · 
1950 – 1959 · 
1960 – 1969 · 
1970 – 1979 · 
1980 – 1989 · 
1990 – 1999 · 
2000 – 2009 · 
2010 – 2019 ·
2020 − 2029
EK's:
1964 · 
1972 · 
2016 ·
2020 ·
2024
WK's:
1934 · 
1938 · 
1954 · 
1958 · 
1962 · 
1966 · 
1978 · 
1982 · 
1986
OS:
1912 · 
1924 · 
1936 · 
1952 · 
1960 · 
1964 · 
1968 · 
1972 · 
1996
1902 · 
1903 · 
1904 · 
1905 · 
1906 · 
1907 · 
1908 · 
1909 · 
1910 · 
1911 · 
1912 · 
1913 · 
1914 · 
1915 · 
1916 · 
1917 · 
1918 · 
1919 · 
1920 · 
1921 · 
1922 · 
1923 · 
1924 · 
1925 · 
1926 · 
1927 · 
1928 · 
1929 · 
1930 · 
1931 · 
1932 · 
1933 · 
1934 · 
1935 · 
1936 · 
1937 · 
1938 · 
1939 · 
1940 · 
1941 · 
1942 · 
1943 · 
1944 · 
1945 · 
1946 · 
1947 · 
1948 · 
1949 · 
1950 · 
1952 · 
1952 · 
1953 · 
1954 · 
1955 · 
1956 · 
1957 · 
1958 · 
1959 · 
1960 · 
1961 · 
1962 · 
1963 · 
1964 · 
1965 · 
1966 · 
1967 · 
1968 · 
1969 · 
1970 · 
1971 · 
1972 · 
1973 · 
1974 · 
1975 · 
1976 · 
1977 · 
1978 · 
1979 · 
1980 · 
1981 · 
1982 · 
1983 · 
1984 · 
1985 · 
1986 · 
1987 · 
1988 · 
1989 · 
1990 · 
1991 · 
1992 · 
1993 · 
1994 · 
1995 · 
1996 · 
1997 · 
1998 · 
1999 · 
2000 · 
2001 · 
2002 · 
2003 · 
2004 · 
2005 · 
2006 · 
2007 · 
2008 · 
2009 · 
2010 · 
2011 · 
2012 · 
2013 · 
2014 · 
2015 ·
2016 ·
2017 ·
2018 ·
2019 ·
2020 ·
2021 ·
2022 ·
2023 ·
2024
Albanië ·
Algerije ·
Andorra · 
Antigua en Barbuda ·
Argentinië ·
Armenië ·
Australië ·
Azerbeidzjan ·
België ·
Bohemen ·
Bolivia ·
Bosnië en Herzegovina ·
Brazilië ·
Bulgarije ·
Canada ·
Chili ·
China ·
Colombia ·
Costa Rica ·
Cyprus ·
Denemarken ·
DDR ·
Duitsland ·
Egypte ·
El Salvador ·
Engeland ·
Estland ·
Faeröer ·
Finland ·
Frankrijk ·
Georgië ·
Griekenland ·
Ierland ·
IJsland ·
India ·
Iran ·
Israël ·
Italië ·
Ivoorkust ·
Japan ·
Joegoslavië ·
Jordanië ·
Kazachstan · 
Koeweit ·
Kosovo · 
Kroatië ·
Letland ·
Libanon ·
Liechtenstein ·
Litouwen ·
Luxemburg ·
Malta ·
Mexico ·
Moldavië ·
Montenegro ·
Nederland ·
Nederlands-Indië ·
Nieuw-Zeeland ·
Noord-Ierland ·
Noord-Macedonië ·
Noorwegen ·
Oekraïne ·
Oostenrijk ·
Paraguay ·
Peru ·
Polen ·
Portugal ·
Qatar ·
Roemenië ·
Rusland ·
San Marino ·
Saoedi-Arabië ·
Schotland ·
Servië ·
Slovenië ·
Slowakije ·
Sovjet-Unie ·
Spanje ·
Tsjechië ·
Tsjecho-Slowakije ·
Turkije ·
Uruguay ·
Verenigde Arabische Emiraten ·
Verenigde Staten ·
Verenigd Koninkrijk ·
Wales ·
Wit-Rusland ·
Zuid-Korea ·
Zweden ·
Zwitserland
Brazilië (1954) · 
Duitsland (2021) ·
Frankrijk (2021) · 
IJsland (2016) · 
Italië (1938) · 
Oostenrijk (2016) · 
Portugal (2021) · 
West-Duitsland (1954, 2)
FPF · A-internationals · Selecties · Statistieken · Bondscoaches · Portugees vrouwenelftal · Olympisch elftal · Portugal U21 · Portugal U20 · Portugal U19 · Portugal U18 · Portugal U17 · Vrouwen U17
1921 – 1929 · 
1930 – 1939 · 
1940 – 1949 · 
1950 – 1959 · 
1960 – 1969 · 
1970 – 1979 · 
1980 – 1989 · 
1990 – 1999 · 
2000 – 2009 · 
2010 – 2019 · 
2020 – 2029
EK's: 1984 · 
1996 · 
2000 · 
2004 · 
2008 · 
2012 · 
2016 · 
2020 · 
2024
WK's: 1966 · 
1986 · 
2002 · 
2006 · 
2010 · 
2014 · 
2018 · 
2022
OS: 1928 · 
1996 · 
2004 · 
2016
1921 · 
1922 · 
1923 · 
1924 · 
1925 · 
1926 · 
1927 · 
1928 · 
1929 · 
1930 · 
1931 · 
1932 · 
1933 · 
1934 · 
1935 · 
1936 · 
1937 · 
1938 · 
1939 · 
1940 · 
1942 · 
1943 · 1944 · 
1945 · 
1946 · 
1947 · 
1948 · 
1949 ·
1950 · 
1951 · 
1952 · 
1953 · 
1954 · 
1955 · 
1956 · 
1957 · 
1958 · 
1959 ·
1960 · 
1961 · 
1962 ·
1963 ·
1964 · 
1965 · 
1966 · 
1967 · 
1968 · 
1969 ·
1970 · 
1971 · 
1972 · 
1973 · 
1974 · 
1975 · 
1976 · 
1977 · 
1978 · 
1979 ·
1980 · 
1981 · 
1982 · 
1983 · 
1984 · 
1985 · 
1986 · 
1987 · 
1988 · 
1989 · 
1990 · 
1991 ·
1992 · 
1993 · 
1994 · 
1995 · 
1996 · 
1997 · 
1998 · 
1999 · 
2000 · 
2001 · 
2002 · 
2003 · 
2004 · 
2005 · 
2006 · 
2007 · 
2008 · 
2009 · 
2010 · 
2011 · 
2012 · 
2013 ·
2014 ·
2015 ·
2016 ·
2017 ·
2018 ·
2019 ·
2020 ·
2021 ·
2022
Albanië ·
Algerije ·
Andorra ·
Angola ·
Argentinië ·
Armenië ·
Azerbeidzjan ·
België ·
Bolivia ·
Bosnië-Herzegovina ·
Brazilië ·
Bulgarije ·
Canada ·
Chili ·
China ·
Cyprus ·
DDR ·
Denemarken ·
Duitsland ·
Ecuador ·
Egypte ·
Engeland ·
Estland ·
Faeröer ·
Finland ·
Frankrijk ·
Gabon ·
Georgië ·
Ghana ·
Gibraltar ·
Griekenland ·
Hongarije ·
Ierland ·
IJsland ·
Iran ·
Israël ·
Italië ·
Ivoorkust ·
Joegoslavië ·
Kaapverdië ·
Kameroen ·
Kazachstan ·
Koeweit ·
Kroatië ·
Letland ·
Liechtenstein ·
Litouwen ·
Luxemburg ·
Malta ·
Marokko ·
Mexico ·
Moldavië ·
Mozambique ·
Nederland ·
Nieuw-Zeeland ·
Nigeria ·
Noord-Ierland ·
Noord-Korea ·
Noord-Macedonië ·
Noorwegen ·
Oekraïne ·
Oostenrijk ·
Panama ·
Paraguay ·
Polen ·
Qatar ·
Roemenië ·
Rusland ·
Saoedi-Arabië ·
Schotland ·
Servië ·
Slovenië ·
Slowakije ·
Sovjet-Unie ·
Spanje ·
Tsjechië ·
Tsjecho-Slowakije ·
Tunesië ·
Turkije ·
Uruguay ·
Verenigde Staten ·
Wales ·
Zuid-Afrika ·
Zuid-Korea ·
Zweden ·
Zwitserland
Angola (2006) ·
België (2021) ·
Brazilië (2010) · 
Denemarken (2012) ·
Duitsland (2006) ·
Duitsland (2008) ·
Duitsland (2012) ·
Duitsland (2014) ·
Duitsland (2021) ·
Engeland (2000) ·
Engeland (2006) ·
Frankrijk (2006) ·
Frankrijk (2016) ·
Frankrijk (2021)  ·
Ghana (2014) ·
Griekenland (2004, 2) · 
Hongarije (2021) · 
IJsland (2016) · 
Iran (2006) ·
Iran (2018) ·
Marokko (2018) ·
Marokko (2022) ·
Mexico (2006) ·
Nederland (2006) ·
Nederland (2012) ·
Oostenrijk (2016) · 
Spanje (2012) · 
Spanje (2018) ·
Tsjechië (2008) ·
Tsjechië (2012) · 
Turkije (2008) ·
Verenigde Staten (2014) ·
Uruguay (2018) ·
Zuid-Korea (2022) · 
Zwitserland (2008) · 
Zwitserland (2022)